# Produtor cinematográfico
Produtor cinematográfico é o profissional de cinema que atua na área empresarial. É o captador de recursos para um projeto por ele elaborado ou a empresa que o contratou. Ele está envolvido no projeto desde a concepção até à sua finalização. É ele quem inicia, coordena, supervisiona e controla assuntos como a arrecadação de fundos e contratação de mão de obra. É basicamente a parte concreta em que se apoia a criação cinematográfica.
Existem diferentes maneiras de um produtor se envolver em determinado projeto. Na maioria dos casos o produtor executivo é o proprietário da empresa produtora que recebe a proposta de coprodução de um  diretor que dispõe de um roteiro original. Ou ainda, compra os direitos de adaptação de uma obra literária e investe nos trabalhos de um adaptador (roteirista) e elabora a montagem do projeto.